# فاناند (أرمافير)
فاناند (بالإنجليزية: Vanand, Armavir)‏ هي municipality of Armenia تقع في أرمينيا في محافظة آرماوير. يقدر عدد سكانها بـ 845 نسمة وترتفع عن سطح البحر 980 متر.